# Projektverlag
Der Projektverlag ist ein deutscher Verlag für Kultur und Geisteswissenschaften mit dem Hauptgeschäftssitz in Bochum (gegründet 1991 in Dortmund). Eine Zweigstelle existiert seit 2002 in Freiburg im Breisgau. Der inhabergeführte Verlag bringt jährlich ca. 30 Neuerscheinungen heraus.

## Verlagsprogramm
Das Spektrum des Verlagsprogramms reicht im wissenschaftlichen Bereich von fächerübergreifenden Themen wie Medizinphilosophie oder Musikermedizin bis zu den klassischen geisteswissenschaftlichen Themen. Hier liegen die Schwerpunkte u. a. in der Reggio-Pädagogik sowie in der Sinologie, die bereits seit den frühen 1990er Jahren in Form der Schriftenreihen „edition cathay“ und „arcus chinatexte“ zum Programm zählen. Innerhalb dieser Schriftenreihen erschienen ein Erzählband von Mo Yan, Literaturnobelpreisträger 2012, sowie ein Theaterstück von Gao Xingjian, Literaturnobelpreisträger 2000. Im belletristischen Bereich sind neben den zahlreichen Übersetzungen aus dem Chinesischen Romane einiger preisgekrönter Schriftsteller wie Werner Streletz, Monika Buschey, Anja Liedtke, Sarah Wedler und Nadine d’Arachart versammelt.